# 起雲山世志介
起雲山 世志介（きうんざん よしすけ、1932年1月2日 - 1977年6月8日）は、新潟県古志郡宮内町（現・同県長岡市宮内町）出身で追手風部屋に所属した大相撲力士。本名は小川 美輔（おがわ よしすけ）。最高位は東前頭19枚目（1957年1月場所）。現役当時の体格は180cm、81kg。得意手は左四つ、吊り、上手投げなど。

## 来歴・人物
19歳の時、元大関・清水川が率いる追手風部屋へ入門し、1951年5月場所で初土俵。
同場所では番付外と新序でともに好成績を残したため、次の場所では序ノ口を飛び越して、いきなり序二段に付いた。なお、当初より四股名は、「起雲山」であった。
以来順調に番付を上げ、1955年1月場所で十両昇進、1956年3月場所で新入幕を果たした。
左四つからの上手投げや吊りを得意とした他、外掛けも偶に見せた。しかし、勝ち身が遅かったため、幕内上位への進出は果たせずに終わっている。
1957年夏、「失踪騒動」を、2度にわたって起こした。最初の失踪の際は故郷・長岡市にいた事が判り、同部屋の先輩である清水川明於（最高位・小結）の説得に応じて東京に戻ったために、一旦は収まった。だが、間も無く再失踪し、その後は2度と追手風部屋に戻る事は無かった。
同年9月場所後、25歳という若さで廃業の止む無きに至った起雲山の現役最終場所での番付は、東十両3枚目であった。
1977年6月8日、逝去。45歳没。

## 主な戦績
- 現役在位：24場所
- 通算成績：155勝113敗15休 勝率.578
- 幕内在位：4場所
- 幕内成績：27勝33敗 勝率.450

### 幕内対戦成績
| 力士名         | 勝数 | 負数 | 力士名 | 勝数 | 負数 | 力士名   | 勝数 | 負数 | 力士名 | 勝数 | 負数 |
| -------------- | ---- | ---- | ------ | ---- | ---- | -------- | ---- | ---- | ------ | ---- | ---- |
| 東海           | 0    | 1    | 泉洋   | 2    | 2    | 岩風     | 0    | 1    | 大起   | 0    | 1    |
| 大ノ浦         | 1    | 0    | 大晃   | 1    | 0    | 小野錦   | 1    | 0    | 大蛇潟 | 3    | 1    |
| 神生山         | 2    | 1    | 神錦   | 1    | 0    | 清恵波   | 1    | 1    | 国登   | 1    | 1    |
| 潮錦           | 0    | 1    | 嶋錦   | 1    | 0    | 高錦     | 1    | 1    | 太刀風 | 1    | 0    |
| 楯甲           | 1    | 0    | 常ノ山 | 0    | 1    | 出羽ノ花 | 2    | 0    | 出羽湊 | 0    | 1    |
| 時錦           | 0    | 3    | 緋縅   | 0    | 2    | 秀湊     | 1    | 0    | 平鹿川 | 1    | 1    |
| 広瀬川         | 0    | 2    | 福ノ海 | 0    | 1    | 二瀬山   | 0    | 1    | 星甲   | 1    | 1    |
| 前ノ山(佐田岬) | 1    | 0    | 八染   | 0    | 1    | 吉井山   | 0    | 1    | 芳野嶺 | 0    | 1    |
| 若瀬川         | 0    | 2    | 若羽黒 | 1    | 0    |          |      |      |        |      |      |

## 各段優勝
- 幕下優勝：1回（1954年1月場所=7勝1敗）